# Metepeira uncata
Metepeira uncata là một loài nhện trong họ Araneidae.
Loài này thuộc chi Metepeira. Metepeira uncata được Frederick Octavius Pickard-Cambridge miêu tả năm 1903.